# 篠島村
篠島村（しのじまむら）は、愛知県知多郡にかつてあった村。
知多半島の約3km沖の篠島を中心に幾つかの島（木島、中手島、小磯島・築見島、戸亀島、松島、野島、広亀島など）で構成されていた。
古くから伊勢神宮との繋がりが深い。

## 歴史
- 奈良時代、三河国幡豆郡に属していた。このころからすでに伊勢神宮領であったと推測される。
- 鎌倉時代、志摩国答志郡に属していた。
- 室町時代、伊勢国度会郡に属していた。
- 江戸時代末期、尾張国知多郡に属し、尾張藩領であった。
- 1876年（明治9年） - 師崎村、篠島村、日間賀島村が合併し、鴻崎村となる。
- 1881年（明治14年） - 鴻崎村が師崎村、篠島村、日間賀島村に分立する。
- 1889年（明治22年）10月1日 - 町村制施行により、知多郡篠島村が発足。
- 1961年（昭和36年）6月1日 - 内海町、豊浜町・師崎町・篠島村・日間賀島村が合併し、南知多町となる。

## 学校
- 篠島村立篠島中学校（現・南知多町立篠島中学校）
- 篠島村立篠島小学校（現・南知多町立篠島小学校）

## 神社・寺院
- 神明神社
- 八王子社
- 御料干鯛調製所[2]
- 正法禅寺
- 医徳院

## 名所
- 城山（1338年（延元3年）、義良親王が篠島に漂着し、約半年間滞在した場所）
- 帝井（義良親王のために掘られた井戸。愛知用水完成まで飲料水として利用された。）
- 清正の枕石（加藤清正が名古屋城築城のために切り出そうとした岩）